# Syzygium oblatum
Syzygium oblatum är en myrtenväxtart som först beskrevs av William Roxburgh, och fick sitt nu gällande namn av Nathaniel Wallich, Adeline May Cowan och John Macqueen Cowan. Syzygium oblatum ingår i släktet Syzygium och familjen myrtenväxter. IUCN kategoriserar arten globalt som livskraftig. Inga underarter finns listade i Catalogue of Life.